# Barrington (Rhode Island)
Pour les articles homonymes, voir Barrington.
Barrington est une ville américaine (town) située dans le comté de Bristol dans l’État de Rhode Island. Sa population était de 16 310 habitants lors du recensement de 2010 pour une superficie de 15,43 milles carrés (39,96 km2), dont 8,22 milles carrés (21,29 km2) de terres.
Barrington fut fondée en 1653 et intégrée en 1770. 
En juillet 2005, CNN et le magazine Money ont classé Barrington au sixième rang dans leur classement des 100 meilleurs sites où vivre aux États-Unis.

## Villages
Barrington comprend plusieurs villages sur son territoire : 
- Annawomscutt
- Bay Spring
- Hampden Meadows
- Nyatt
- Rumstick Point
- West Barrington